# Cratoscelis canicapilla
Cratoscelis canicapilla is een keversoort uit de familie Glaphyridae. De wetenschappelijke naam van de soort is voor het eerst geldig gepubliceerd in 1864 door Philippi & Philippi.